# St. Jakobus (Rohrdorf am Inn)
Koordinaten: 47° 47′ 56,4″ N, 12° 10′ 0,2″ O
Die römisch-katholische Pfarrkirche St. Jakobus der Ältere ist eine barocke Saalkirche in Rohrdorf am Inn im Landkreis Rosenheim in Oberbayern. Das heutige Gotteshaus entstand in der zweiten Hälfte des 18. Jahrhunderts unter Einbeziehung der Reste des zerstörten Vorgängergebäudes. Sie gehört seit 1817 zum Pfarrverbund Rohrdorf im Erzbistum München und Freising und steht unter Denkmalschutz.

## Lage
Die Saalkirche befindet sich auf dem St.-Jakobusplatz 1 im Ort Rohrdorf auf einer leichten Erhöhung in der Nähe des Rathauses. Reste der früheren Friedhofsummauerung rund um den Kirchenbau sind erhalten.
Ein an der Zufahrt zum Pfarrhof postiertes Pilger-Kreuz markiert den hier entlang führenden europäischen Jakobs-Pilgerweg nach Santiago de Compostela. Das aus tschechischem Granit gefertigte Kreuz entstand nach Plänen von Angelika Thalmeier und wurde im Jahr 2000 nach seiner Aufstellung hier von Dekan Wolfgang Aumer geweiht.

## Bau- und Gemeindegeschichte
Von der ursprünglichen Kirche sind nach mehreren Bränden und anschließendem Wiederaufbau nur wenige Elemente erhalten. Auch der erste Kirchenpatron ist nicht überliefert, vermutet wird der hl. Laurentius, der auf einem Seitenaltar abgebildet ist.
Im 15. Jahrhundert wurde das Sakralgebäude teilweise neu gebaut und teilweise im spätgotischen Stil umgestaltet. In Dokumenten dieser Zeit findet sich ein Hinweis auf eine Gruftkapelle der Paschachel.
Mitte des 16. Jahrhunderts wurden das Gotteshaus und der Pfarrhof, einschließlich des Archivs, ein Raub der Flammen. Die Gemeinde ließ das Kirchengebäude auf den erhaltenen Mauern wieder aufbauen. Dann wurde es rund 175 Jahre für den Gottesdienst genutzt. 1722/23 wurden einige Bauwerksteile und die Ausstattung barockisiert. Am 27. März 1765 brannte die neugestaltete Kirche wieder nieder. Das Pfarranwesen wurde ebenfalls wieder aufgebaut und 1767 fertig gestellt.
Die heutige Kirche wurde in den Jahren 1769–1773 nach Plänen des Münchner Hofbaumeisters Leonhard Matthäus Gießl auf den baulichen Resten und damit in ursprünglicher Grundfläche, neu erbaut. Vom Vorgängerbau ist das spätgotische Turmunterteil erhalten, das in den Jahren 1854/1855 ein neues Oberteil erhielt. Die Vorhalle stammt aus dem Jahr 1864.
In den folgenden Jahrhunderten erfolgten mehrfache Restaurierungen und Umbauten, auch die Ausstattung änderte sich öfter.

## Architektur

### Außen
Das Kirchengebäude ist eine Saalkirche mit einem halbrund geschlossenen Chor und einem Nordturm, an den sich eine doppelstöckige Sakristei anschließt.
In der Fassade nahe dem Kirchenportal wurde in einer Rundnische der Grabstein für Ignaz Gris (1778–1842) aufgestellt. Die Inschrift teilt mit, dass er der Entdecker eines nach ihm benannten Minerals ist. Entdeckt und verwendet hat der Steinmetz ein volkstümlich als Granitmarmor bezeichnetes Gestein, das in einigen Prachtbauten in München aber auch hier in der Kirche verwendet wurde und zwar für das Taufbecken.
Das östlich und westlich abgerundete Langhaus ist mit einem Tonnengewölbe mit Gurten über einem umlaufenden Gesims abgeschlossen, der Chor mit einem Muldengewölbe mit Stichkappen.
Der Kirchturm, im Norden des Gotteshauses stehend, ist mit einem steilen Spitzhelm abgeschlossen, dessen Dach mit grauen Schieferplatten belegt ist, ebenso die Dächer des Kirchenschiffes und der Halbrund-Apsis. Auf der Spitze des Turmhelms ist eine Turmkugel platziert, über welcher sich ein großes vergoldetes Kreuz erhebt.
Der Turm enthält eine Glockenstube, Schallfenster nach allen vier Seiten und darüber eine Turmuhr mit allseits runden Zifferblättern. Der Turm verfügt über einen gesonderten Zugang, neben dem eine handläutbare Messglocke hängt.
Zwischen Turm und Kirchenschiff ist in einem kleinen Viertelrund-Anbau die Treppe zur Empore untergebracht.

### Innen

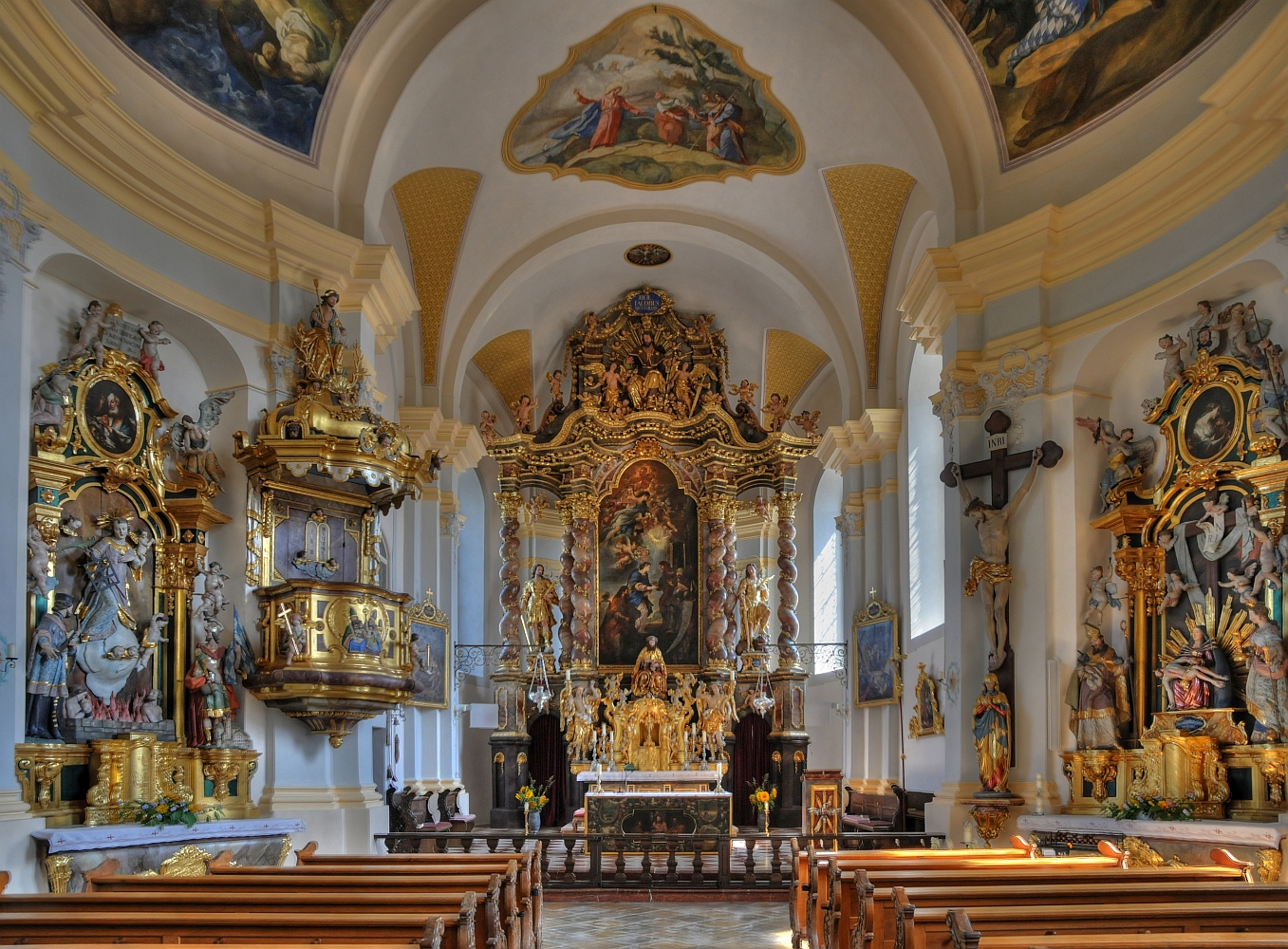
Innenansicht

Das Kircheninnere wird von einem Tonnengewölbe gestützt, in dessen Zwickeln und Rundungen ockerfarbene Ornamente an verschiedenen Stellen flächig aufgemalt sind.
Stuckverzierungen von Felix Pämer aus der Bauzeit um 1770 sind an den Pilasterkapitellen und den Apostelkreuzen erhalten.
Der Chorraum ist gegenüber dem Kirchensaal eingezogen, um zwei Stufen erhöht und verfügt über drei rundbogige Fenster (zwei auf der Südseite, eins neben der Sakristei auf der Nordseite). Sie sind mit einfachem Fensterglas versehen. Der Kirchensaal hat auf der Süd- und Nordseite jeweils zwei rundbogige Fenster.
Eine Westempore, in einer passenden Rundnische eingefügt, ruht auf zwei schlanken Säulen im Kirchenschiff. Beide Balustraden sind leicht geschwungen ausgeführt.

## Ausstattung

### Altäre

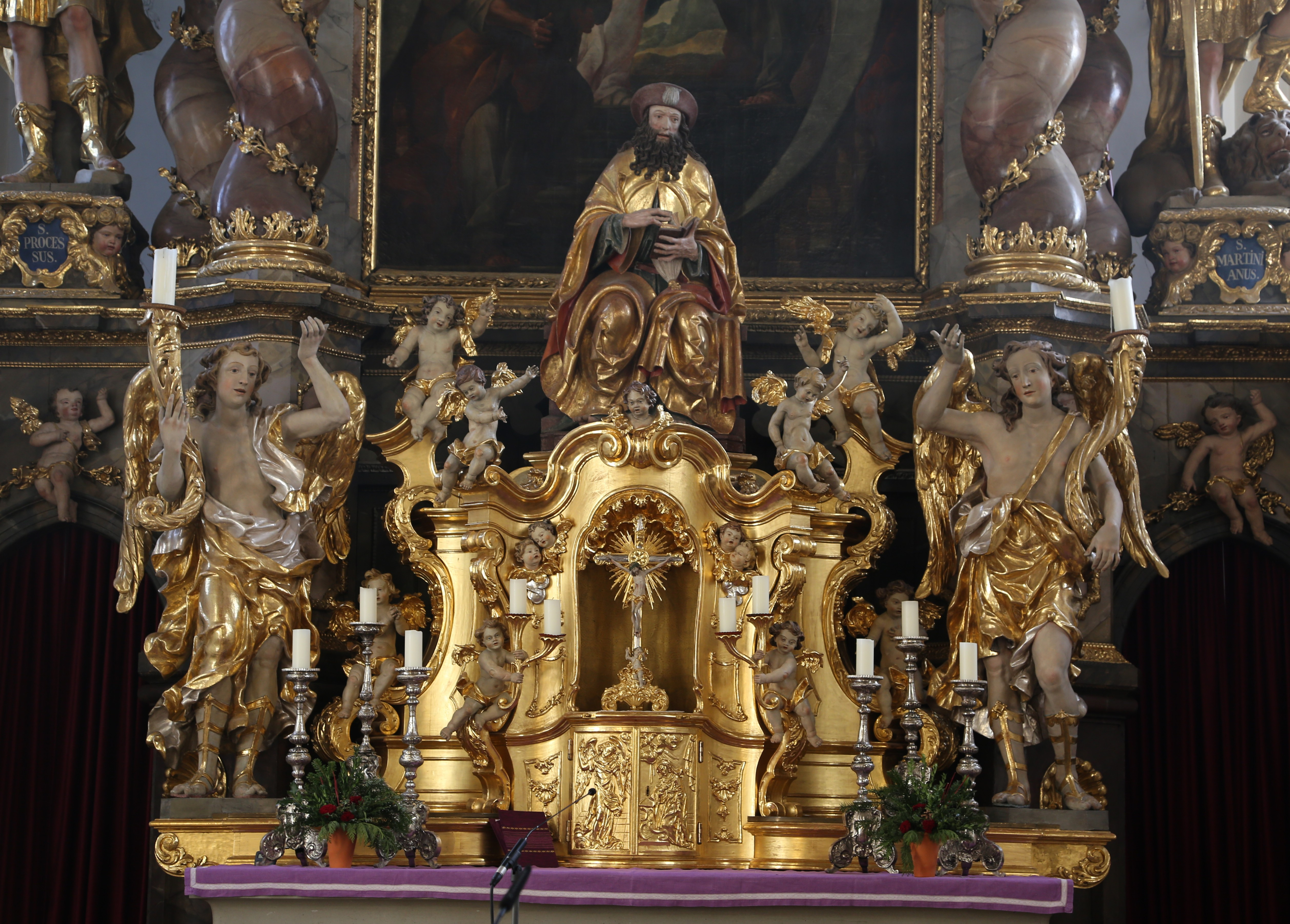
St. Jakobus vom Hauptaltar

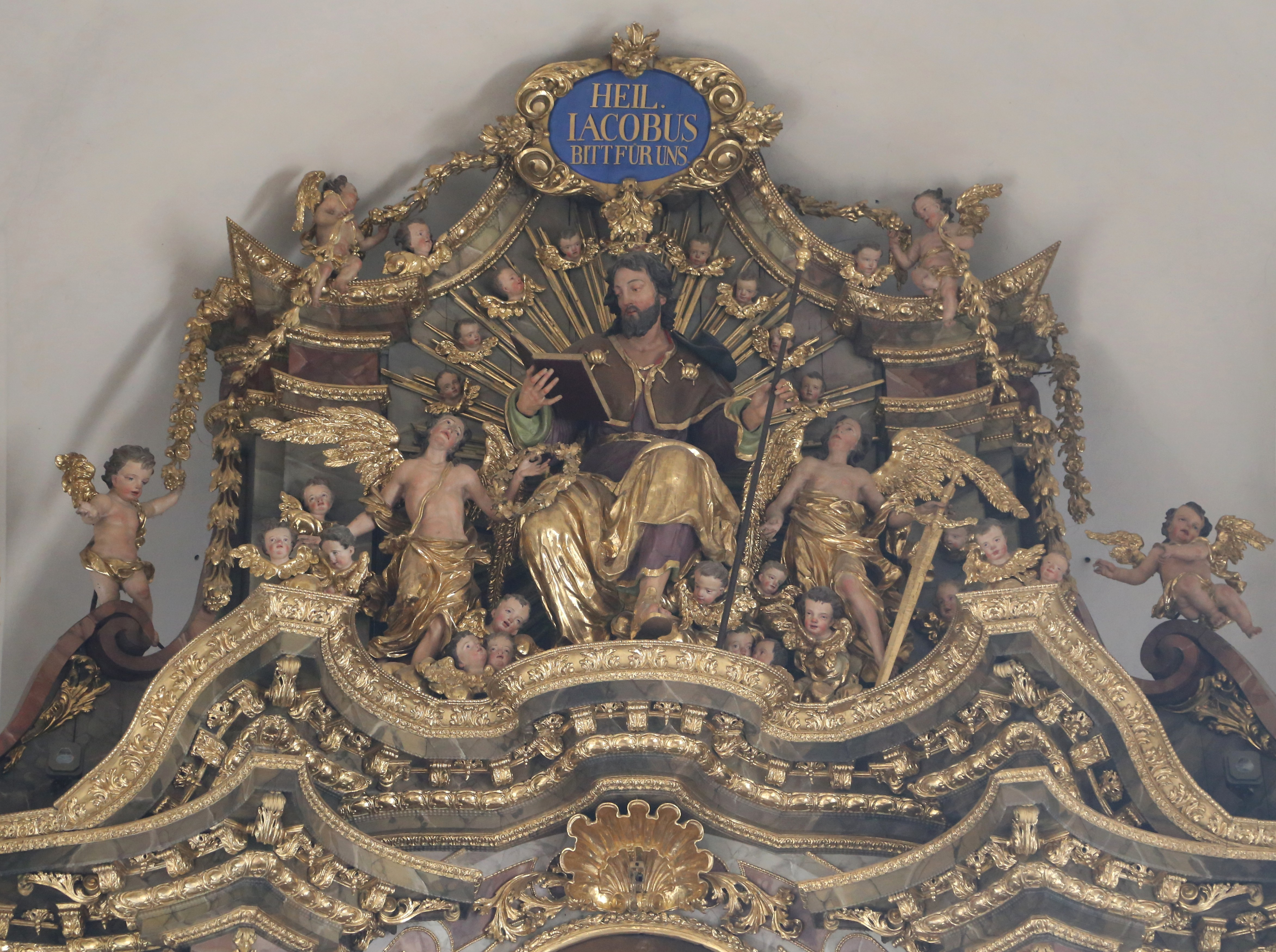
Detail vom Hauptaltar

Der Hochaltar aus dem Jahr 1712 von Franz Jakob Amrhein entstand für die Damenstiftskirche Hall in Tirol und wurde 1787 von der Kirchengemeinde Rohrdorf angekauft und beim Einbau leicht verändert. Das Altarblatt zeigt die Heimsuchung Mariä, gemalt von Johann Degler im Jahr 1713. Zwischen den freistehenden gedrehten Säulen aus Marmor sind Figuren von Andreas Faistenberger aufgestellt: der heilige Processus und Martinianus, der zum Christentum bekehrten Wächter des Petrus im Mamertinischen Kerker.
Im Altarauszug ist der heilige Jakobus zwischen Engeln dargestellt, auf dem Tabernakel befindet sich eine Sitzfigur des heiligen Jakobus aus der Zeit um 1500, eine ehemalige Mittelfigur eines spätgotischen Flügelaltars, die dem Meister von Rabenden zugeschrieben wird.
Hinter dem Hochaltar befindet sich eine Nische in Fenstergröße, an deren Außenseite ein großes Kruzifix auf weißer Fläche hängt.
Die Seitenaltäre stammen aus der Zeit um 1772:
Der nördliche ist mit Figuren von Georg Angerer ausgestattet, die den heiligen Laurentius über den armen Seelen, den heiligen Johann Nepomuk und den heiligen Florian sowie den heiligen Petrus im Auszug zeigen.
Zwischen Chorraum und diesem Altar hängt ein Kruzifix, vor welchem auf einer Konsole eine Madonna platziert ist.
Der südliche Seitenaltar ist ein Marienaltar mit einer Pietà von 1858, die als Kopie eines mittelalterlichen Vesperbilds geschaffen wurde, und mit Figuren der Heiligen Emmeram und Barbara – wohl von Joseph Götsch – versehen ist. Das Auszugsbild zeigt die heilige Magdalena, umgeben von Putten mit Leidenswerkzeugen.
Ein einfacher rechteckiger Tisch mit Altarleuchtern bildet den Altartisch.

### Gemälde, Kanzel, Gestühl und Weiteres

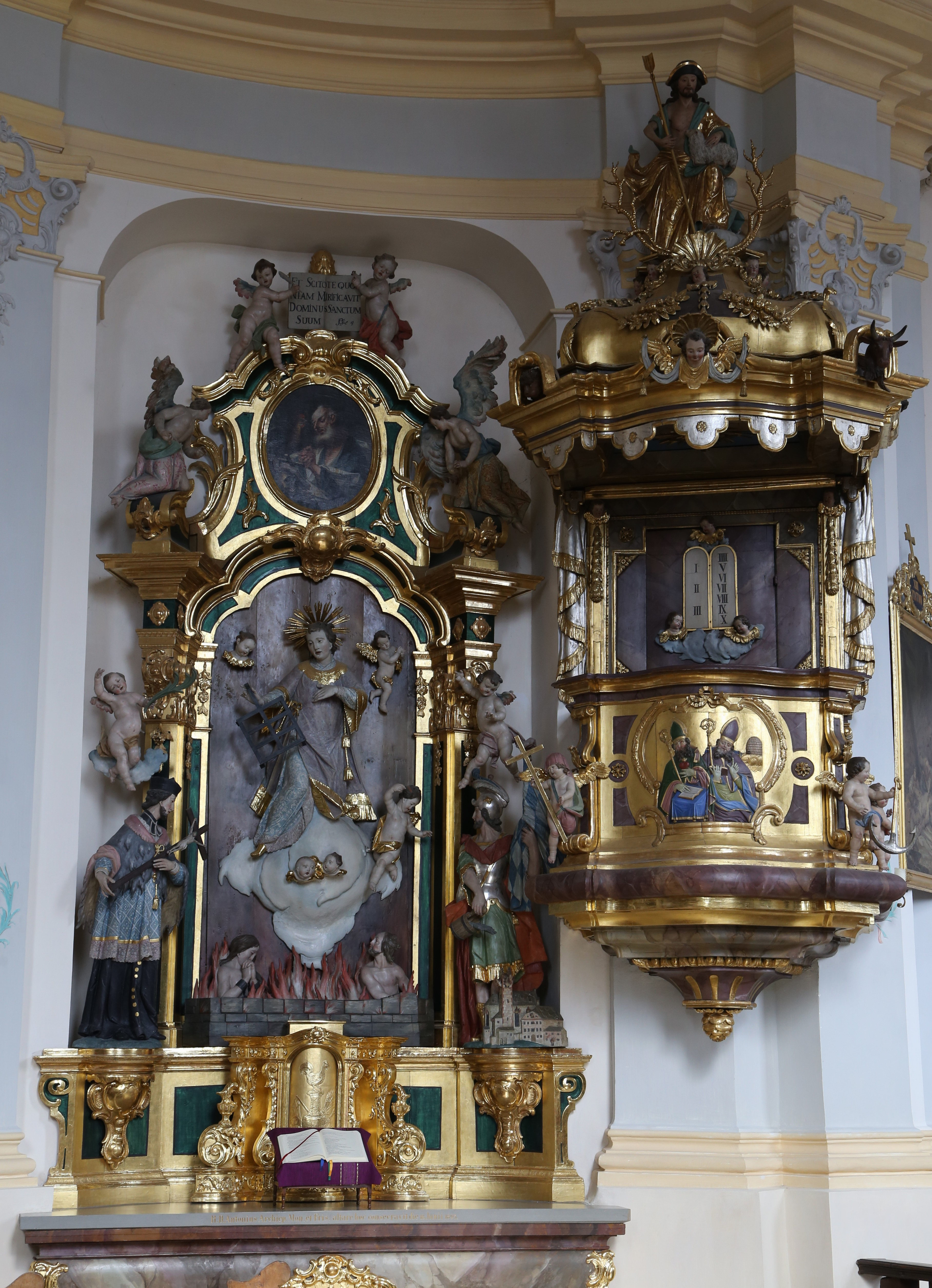
Kanzel und Seitenaltar

Im Chor ist ein ehemaliges Predellengemälde des heiligen Aloisius aus dem Jahr 1773 aufgehängt, vermutlich von Joseph Anton Höttinger, also aus der Bauzeit. Außerdem zeigt ein Fresko im Chor Salome mit ihren Söhnen Jakobus und Johannes, für die sie günstige Plätze im kommenden Reich erbittet.
Im Chorbogen ist die Schlacht von Clavijo (Jahr 844) dargestellt, in der die Christen mit Hilfe des hl. Jakobus einen bedeutenden Sieg errangen. Zu sehen ist die Wiederauffindung der Reliquien des hl. Jakobus und ihre Überführung nach Santiago de Compostela.
An der Decke des Kirchenschiffes und im Chorraum gibt es drei farbige Deckengemälde, die in den 1920er Jahren hergestellt wurden. Das größte stammt von Anton Niedermaier aus dem Jahr 1927 und zeigt Szenen aus dem Leben des Kirchenpatrons heiligen Jakobus.
Die Kanzel in einer frühklassizistischen Form wurde 1796/1797 von Johann Philipp Wagner geschaffen, das gegenüber aufgehängte Kruzifix stammt vom Beginn des 18. Jahrhunderts. Die Schmuckfassung des Kanzelkorbes entstand 1798 durch den Münchner Fassmaler Anton Held. Auf dem Kanzeldach ist Jesus der Gute Hirte mit den vier Evangelisten modelliert. Der geflügelte Mensch steht für Matthäus, der Löwe für Markus, der Stier für Lukas und der Adler für Johannes.
Die Kanzelwand ist mit Bildern der vier lateinischen Kirchenväter Ambrosius, Augustinus, Gregor und Hieronymus versehen. Drei Putten mit den Symbolen für Glaube (Kreuz), Hoffnung (Anker) und Liebe (flammendes Herz) versinnbildlichen die obersten christlichen Tugenden.
Die Gestühlswangen mit geschnitzten Rocaillen stammen aus den Jahren 1777–1779, vermutlich von Johann Georg Keill angefertigt. Im Kirchenschiff befinden sich mehr als fünfzehn Reihen Kirchenbänke, getrennt durch einen Mittelgang. Weitere ungeteilte Bänke stehen unter der Empore. Insgesamt gibt es, zusammen mit den Sitzplätzen auf der ersten Empore, damit Sitzplätze für circa 300 Personen.
Unter der Empore ist ein Wappengrabstein für Bernhard Pschahel († 1430) erhalten.
An einer Wand des Kirchenraumes hängt ein Kriegerdenkmal für die im Ersten Weltkrieg „Auf dem Felde der Ehre Gefallenen“ (22 Männer), „Im Lazarett Verstorbenen“, „Vermisste“ und „Kampfteilnehmer“, alle mit Namen, dem jeweiligen militärischen Dienstgrad und Geburtsjahr aufgeführt.
Im Turm sind folgende vier bronzenen Kirchenglocken untergebracht (Stand September 2022):
| Glocke          | Schlagton | Größe/ Abmess. | Gießerei                    | Gussjahr | Inschriften und Weiteres                                   |
| --------------- | --------- | -------------- | --------------------------- | -------- | ---------------------------------------------------------- |
| Größte          | des¹      | ?              | Karl Czudnochowsky, Erding  | 1948     |                                                            |
| Zweite          | es¹       | ?              | Franz Jakob Daller, München | 1766     | Sie ist die einzige noch erhaltene Glocke aus der Bauzeit. |
| Dritte          | ges¹      | ?              | Bachmair, Erding            | 1921     |                                                            |
| Vierte Kleinste | b¹        | ?              | Karl Czudnochowsky, Erding  | 1948     |                                                            |

Die Glocken 1, 3 und 4 mussten als Metallspende des deutschen Volkes im Ersten Weltkrieg (die drittgrößte) und im Zweiten Weltkrieg abgeliefert werden. Deshalb erfolgten später im Auftrag der Kirchengemeinde Neugüsse wie in der Tabelle angegeben.

### Empore mit Orgel

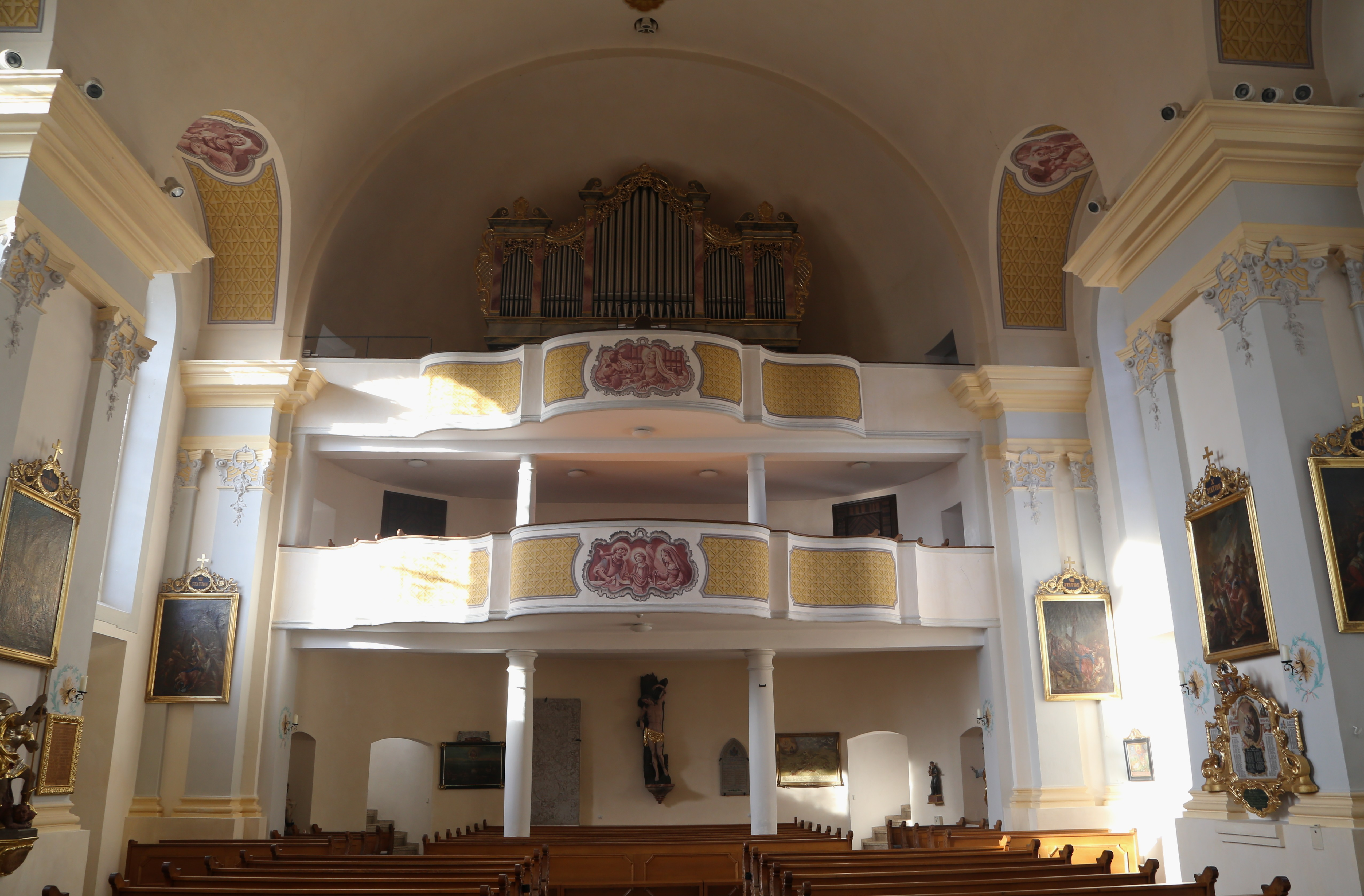
Emporen mit Orgel

Die Orgel auf der oberen Etage der Empore ist ein Werk von Anton Staller aus dem Jahr 1986, sie verfügt über 20 Register auf zwei Manualen und Pedal. Der Prospekt ist mit einer vergoldeten Blattgirlande eingefasst.
Die untere Empore enthält weitere Sitzplätze für Kirchenbesucher, sie ist exakt so breit wie die obere.

Die Balustraden sind bandartig mit zartgelben einfachen Ornamenten in regelmäßiger Wiederholung auf großen weißen Wandflächen geschmückt, jeweils unterbrochen von zwei gemalten Heiligenbildern.

## Seelsorge
Unweit des Kirchengebäudes auf dem Endmoränenhügel befindet sich der Pfarrhof mit dem dreigeschossigen Pfarrhaus, das in den gleichen pastellgelben Farben mit weiß abgesetzten Streifen verputzt ist. Die Pfarre St. Jakobus bildet zusammen mit weiteren katholischen Kirchengemeinde in Thansau (Heilige Familie), Lauterbach (St. Johann Baptist), Höhenmoos (St. Peter und Paul), Törwang (Mariä Himmelfahrt), Grainbach (St. Ägidius und St. Niclas Gotshaus), Steinkirchen (St. Peter) und Roßholzen (St. Bartholomäus) den katholischen Pfarrverbund Rohrdorf.
Einige Pfarrer aus der langen Geschichte seien hier genannt:
- Josef Dürnegger (um 1900)
- Aktueller Pfarrer (2022): Robert Baumgartner, dem eine Vorstandschaft zur Seite steht.

Im Zusammenhang mit dem Kirchenpatron hat sich im Juli 1986 im Ort die Jakobusgemeinschaft Rohrdorf e.V. gegründet, die nach Art früherer Bruderschaften organisiert ist und das Jakobs-Pilgerwesen tatkräftig unterstützt.
Die Jakobusgemeinde gibt gemeinsam mit weiteren katholischen Kirchen der Umgebung regelmäßig einen Pfarrbrief heraus.